# 傳說 (Raidas專輯)
《傳說》於1987年3月16日推出，是Raidas發行的首張粵語大碟，此張專輯在《吸菸的女人》這張EP推出後發行。
本張專輯所有歌曲全由Raidas成員黃耀光作曲以及編曲，而除了第三首歌人海寫真由小美執筆及第四首歌傾心是黃凱芹填詞之外，其餘所有歌曲全由林夕填詞。

## 介紹
黃耀光作曲、梁偉文（林夕原名）填詞的吸煙的女人一曲，獲得1986年「ABU亞太流行歌曲創作大賽香港區決賽」亞軍後，同年藝視唱片為Raidas推出了《吸煙的女人》EP，翌年再推出Raidas首張大碟《傳說》。在創作吸煙的女人時，詩人出身的林夕處於步入流行曲詞壇的早期階段，仍在摸索詩與歌詞的差異，而創作此專輯的歌曲時已趨成熟，林夕將傳說、別人的歌自視為彰顯「身價」之作。
除吸煙的女人，此專輯中的歌曲傳說、傾心、別人的歌、沒有路人的都市均廣泛流傳，成為Raidas的代表作。而傾心更入選第十屆十大中文金曲（1987年度）的「十大中文金曲」之一。當時Raidas深受80年代英倫電子音樂的影響，著重旋律的節奏感。
當時黃凱芹在為傾心填詞時，使用的筆名為「若愚」。

## 曲目[2]
| 次序 | 歌名             | 填詞 | 作曲   |
| ---- | ---------------- | ---- | ------ |
| 1.   | 傳說             | 林夕 | 黃耀光 |
| 2.   | 別人的歌         | 林夕 | 黃耀光 |
| 3.   | 人海寫真         | 小美 | 徐日勤 |
| 4.   | 傾心             | 若愚 | 黃耀光 |
| 5.   | 某月某日         | 林夕 | 黃耀光 |
| 6.   | 穿黑衣的少年     | 林夕 | 黃耀光 |
| 7.   | 再見朋友         | 林夕 | 黃耀光 |
| 8.   | 低調感覺         | 林夕 | 黃耀光 |
| 9.   | Raidas Remix     | 林夕 | 黃耀光 |
| 10.  | 吸煙的女人       | 林夕 | 黃耀光 |
| 11.  | 不願置評         | 林夕 | 黃耀光 |
| 12.  | 杯中冷巷         | 林夕 | 黃耀光 |
| 13.  | 吸煙的女人 Remix | 林夕 | 黃耀光 |

## 電影插曲
2017年，彭浩翔導演《春嬌救志明》電影插曲為歌曲〈傳說〉(中女喪K版)。
2017年，鄭丹瑞導演《小男人週記3之吾家有喜》電影插曲為歌曲〈傾心〉（Featuring. 鄭丹瑞）。